# Landrichamps
Landrichamps est une commune française, située dans le département des Ardennes en région Grand Est.

## Géographie
| Chooz | Charnois              | Charnois              |
| Chooz | Landrichamps          | Beauraing ( Belgique) |
| Chooz | Beauraing ( Belgique) | Beauraing ( Belgique) |

### Hydrographie
La commune est dans le bassin versant de la Meuse au sein du bassin Rhin-Meuse. Elle est drainée par la Houille, le ruisseau la Dule, le ruisseau du Fond St-Remacle et le ruisseau de Heppe,.
La Houille, d'une longueur de 16 km, prend sa source dans la commune de Hargnies et se jette  dans la Meuse à Givet, après avoir traversé six communes.

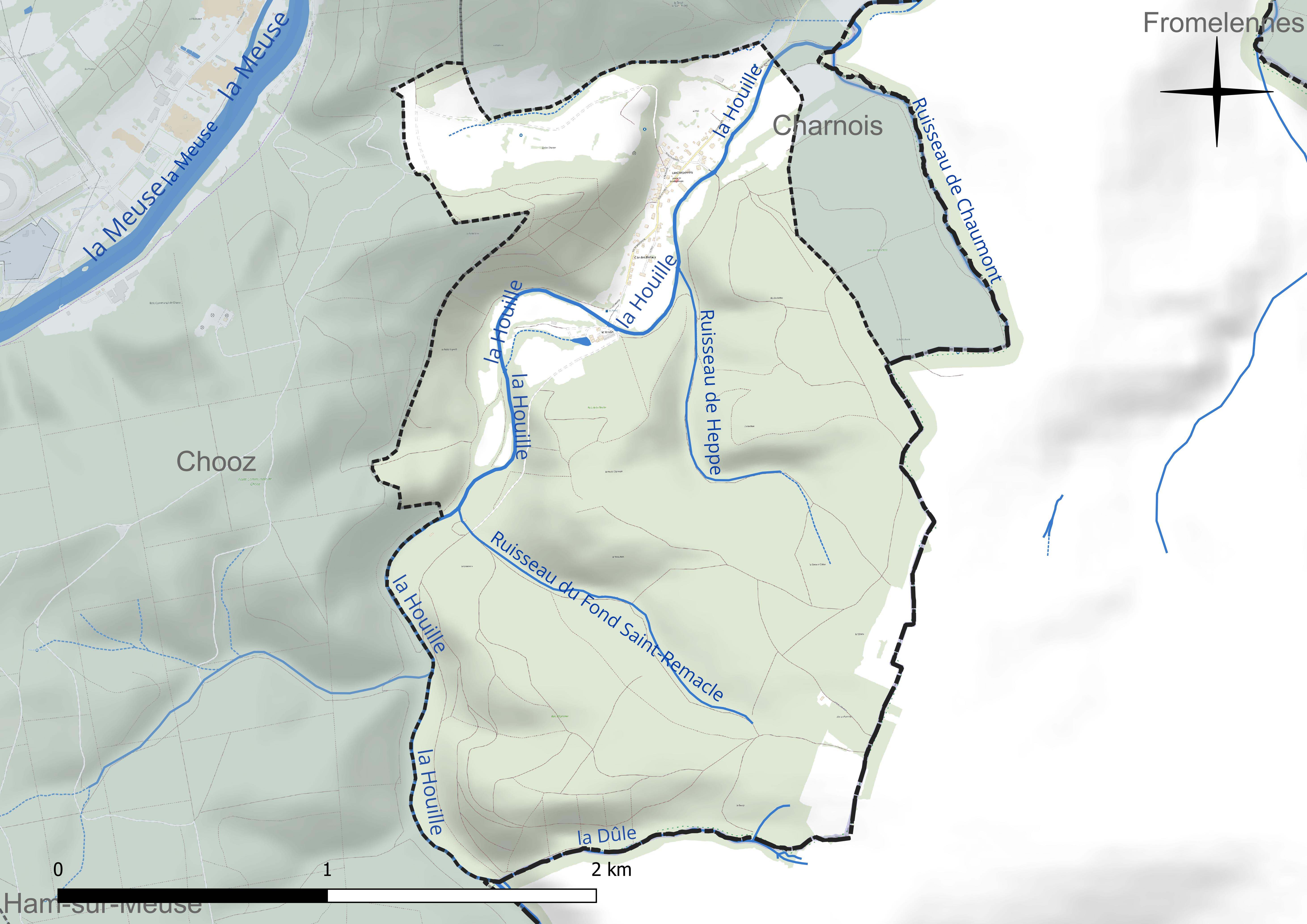
Réseau hydrographique de Landrichamps.

### Climat
Pour des articles plus généraux, voir Climat du Grand Est et Climat des Ardennes.
En 2010, le climat de la commune est de type climat de montagne, selon une étude du Centre national de la recherche scientifique s'appuyant sur une série de données couvrant la période 1971-2000. En 2020, Météo-France publie une typologie des climats de la France métropolitaine dans laquelle la commune est exposée à un climat océanique altéré et est dans la région climatique Lorraine, plateau de Langres, Morvan, caractérisée par un hiver rude (1,5 °C), des vents modérés et des brouillards fréquents en automne et hiver.
Pour la période 1971-2000, la température annuelle moyenne est de 10,4 °C, avec une amplitude thermique annuelle de 15,6 °C. Le cumul annuel moyen de précipitations est de 961 mm, avec 13,8 jours de précipitations en janvier et 9,6 jours en juillet. Pour la période 1991-2020, la température moyenne annuelle observée sur la station météorologique de Météo-France la plus proche, « Rocroi », sur la commune de Rocroi à 29 km à vol d'oiseau, est de 9,5 °C et le cumul annuel moyen de précipitations est de 1 210,4 mm. 
La température maximale relevée sur cette station est de 37,6 °C, atteinte le 25 juillet 2019 ; la température minimale est de −14,7 °C, atteinte le 4 février 2012,,.
Les paramètres climatiques de la commune ont été estimés pour le milieu du siècle (2041-2070) selon différents scénarios d'émission de gaz à effet de serre à partir des nouvelles projections climatiques de référence DRIAS-2020. Ils sont consultables sur un site dédié publié par Météo-France en novembre 2022.

## Urbanisme

### Typologie
Au 1er janvier 2024, Landrichamps est catégorisée commune rurale à habitat dispersé, selon la nouvelle grille communale de densité à 7 niveaux définie par l'Insee en 2022.
Elle est située hors unité urbaine. Par ailleurs la commune fait partie de l'aire d'attraction de Givet, dont elle est une commune de la couronne,. Cette aire, qui regroupe 11 communes, est catégorisée dans les aires de moins de 50 000 habitants,.

### Occupation des sols
L'occupation des sols de la commune, telle qu'elle ressort de la base de données européenne d’occupation biophysique des sols Corine Land Cover (CLC), est marquée par l'importance des forêts et milieux semi-naturels (80,3 % en 2018), une proportion sensiblement équivalente à celle de 1990 (80,2 %). La répartition détaillée en 2018 est la suivante : 
forêts (80,3 %), prairies (17,3 %), zones agricoles hétérogènes (2,5 %). L'évolution de l’occupation des sols de la commune et de ses infrastructures peut être observée sur les différentes représentations cartographiques du territoire : la carte de Cassini (XVIIIe siècle), la carte d'état-major (1820-1866) et les cartes ou photos aériennes de l'IGN pour la période actuelle (1950 à aujourd'hui).

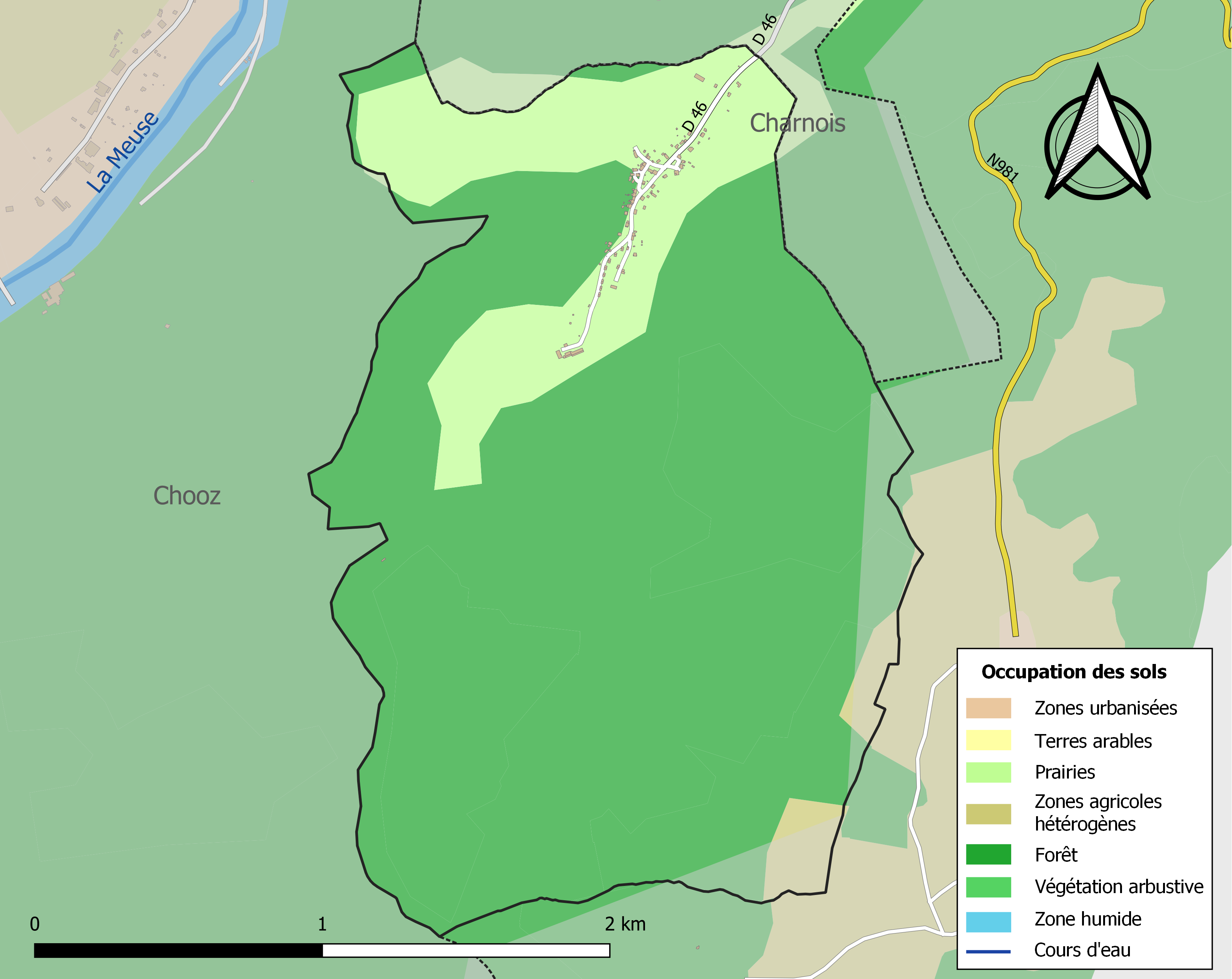
Carte des infrastructures et de l'occupation des sols de la commune en 2018 (CLC).

## Politique et administration
Landrichamps a adhéré à la charte du parc naturel régional des Ardennes, à sa création en décembre 2011.
En 2017, la commune de Landrichamps a voté majoritairement pour Jean-Luc Mélenchon a 29,87 % des suffrages exprimés (23 voix), devant Emmanuel Macron avec 24,68 % des suffrages exprimés (19 voix) et Marine Le Pen avec 16,88 % des suffrages exprimés (13 voix).

## Démographie
L'évolution du nombre d'habitants est connue à travers les recensements de la population effectués dans la commune depuis 1793. Pour les communes de moins de 10 000 habitants, une enquête de recensement portant sur toute la population est réalisée tous les cinq ans, les populations de référence des années intermédiaires étant quant à elles estimées par interpolation ou extrapolation. Pour la commune, le premier recensement exhaustif entrant dans le cadre du nouveau dispositif a été réalisé en 2007.

En 2022, la commune comptait 129 habitants, en évolution de −3,01 % par rapport à 2016 (Ardennes : −2,97 %, France hors Mayotte : +2,11 %).
| 1793 | 1800 | 1806 | 1821 | 1831 | 1836 | 1841 | 1846 | 1851 |
| ---- | ---- | ---- | ---- | ---- | ---- | ---- | ---- | ---- |
| 96   | 109  | 114  | 153  | 146  | 149  | 139  | 156  | 156  |

| 1866 | 1872 | 1876 | 1881 | 1886 | 1891 | 1896 | 1901 | 1906 |
| ---- | ---- | ---- | ---- | ---- | ---- | ---- | ---- | ---- |
| 186  | 159  | 147  | 159  | 146  | 169  | 152  | 147  | 131  |

| 1911 | 1921 | 1926 | 1931 | 1936 | 1946 | 1954 | 1962 | 1968 |
| ---- | ---- | ---- | ---- | ---- | ---- | ---- | ---- | ---- |
| 104  | 102  | 98   | 87   | 91   | 69   | 77   | 155  | 147  |

| 1975 | 1982 | 1990 | 1999 | 2006 | 2007 | 2012 | 2017 | 2022 |
| ---- | ---- | ---- | ---- | ---- | ---- | ---- | ---- | ---- |
| 127  | 166  | 139  | 132  | 141  | 142  | 138  | 131  | 129  |

## Culture locale et patrimoine

### Lieux et monuments
- Église Sainte-Marguerite de Landrichamps

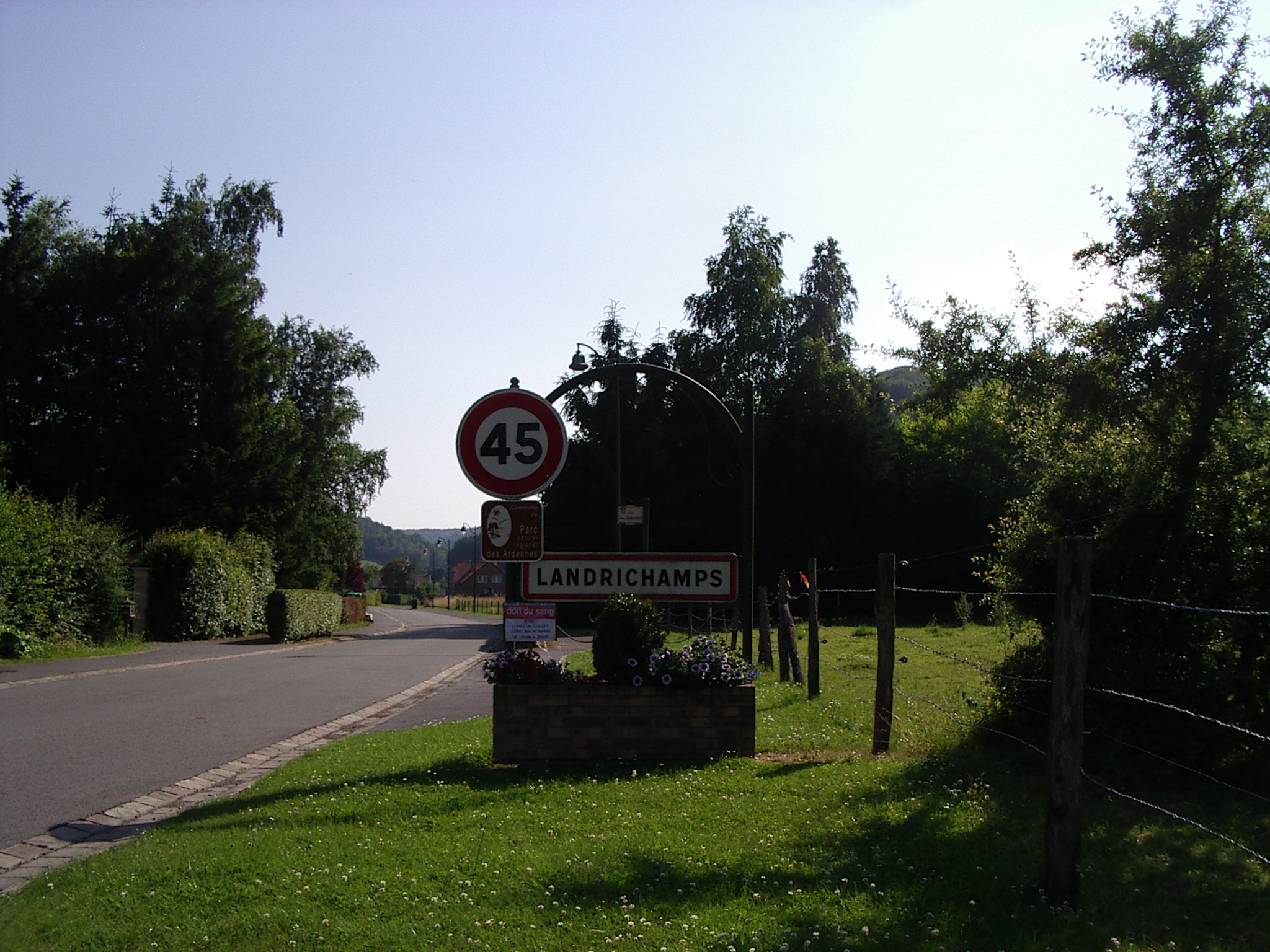
Borne limite de commune.
Église.

### Langue locale
Landrichamps fait partie du domaine wallon de France. Le lexicographe Jules Waslet (wa), qui a consacré un ouvrage au dialecte givetois, considère que le wallon de Landrichamps est un sous-dialecte d'ayi (appelé ainsi d'après la manière d’exprimer l’adverbe d’affirmation oui). Ce sous-dialecte présente certaines analogies avec le wallon namurois. Il se rencontre aussi dans les localités proches de Charnois, Chooz, Fromelennes, Givet (qui a donné son nom à ce parler) et Rancennes.

### Personnalités liées à la commune
- Armand Malaise (1888-1944), directeur d'école, né à Landrichamps, résistant, mort en mission le 4 janvier 1944 à Lonny[27].

### Héraldique
| Blason de Landrichamps | Blason  | De sinople à la divise ondée d'argent, mantelé du même chargé de deux arbres de sinople, le tout sommé d'un chef de gueules chargé d'un loup courant contourné d'argent. |
| Blason de Landrichamps | Détails | Le statut officiel du blason reste à déterminer. |